# El Capitan
El Capitan er en monolit i nationalparken Yosemite i Californien, USA.
Klippen rejser sig næsten lodret 910 m fra sin fod og toppen er beliggende 2.307 meter over havets overflade. Klippen består af granit og er beliggende i den nordlige del af Yosemite Valley. El Capitan er en af verdens mest populære udfordringer for klatrere.
I 2016 blev Pete Whittaker den første til at foretage en solo bestigning med reb via ruten Freerider. Bestigningen tog 20 timer og 6 minutter.
Klatreren Alex Honnold har i 2017 som den eneste klatret op ad El Capitan som "free solo", det vil sige alene og uden reb og sikkerhedsliner. Fire andre klatrere har (pr. 2020) klatret op ad klippen på én dag som "free climb", hvor der benyttes reb til stoppe et eventuelt fald, men ikke til at hjælpe med selve klatringen.

## Eksterne links
- Peakbagger.com - El Capitan, California Arkiveret 29. april 2015 hos  Wayback Machine

37°44′02″N 119°38′13″V / 37.734°N 119.637°V